# 도자와 마사모리

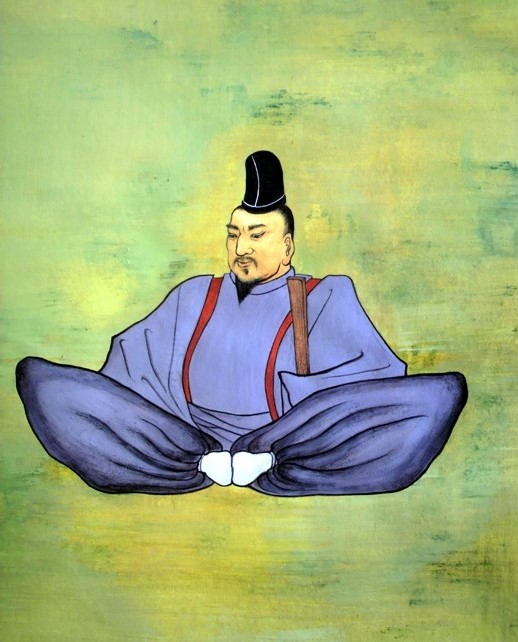
도자와 마사모리

도자와 마사모리(일본어: 戸沢政盛, 1585년 ~ 1648년 3월 16일)는 일본 에도 시대의 다이묘로, 마쓰오카 번주, 신조번의 초대 번주이다. 도자와 가문의 제20대 당주이다. 어릴적 이름은 구로고로(九郎五郎)이다.
덴쇼 13년(1585년), 데와노쿠니 가쿠노다테 성의 센고쿠 다이묘인 도자와 모리야스의 맏아들로 태어났다. 모리야스가 덴쇼 18년(1590년)에 사망하고, 그 뒤를 이은 숙부 도자와 미쓰모리도 분로쿠 원년(1592년)에 사망함에 따라, 마사모리가 후계자로서 가문을 계승하였다. 게이초 5년(1600년) 세키가하라 전투에서 동군에 가담해 우에스기 가문의 도젠지 성을 공략하였고, 그 공에 의해 게이초 7년(1602년), 히타치노쿠니의 다가 군, 이바라기 군 등의 4만 석 영지를 받아 마쓰오카 번주가 되었다. 게이초 19년(1614년) 오사카 겨울 전투에서는 오다와라성에서, 게이초 20년(1615년) 오사카 여름 전투에서는 에도 성에서 수비를 담당하며 도쿠가와 측에 참전했다.
겐나 8년(1622년), 야마가타번의 모가미 가문이 막부의 명에 의해 영지를 몰수당하자, 마사모리는 모가미 가문의 옛 영지 중 하나인 신조로 이봉되어, 데와노쿠니 신조 번 6만석 영지의 주인이 되었고, 이로써 고향인 데와노쿠니로 돌아오게 되었다. 이후 번의 통치 확립에 열중하였다. 게이안 원년(1648년) 윤1월 22일, 64세의 나이로 사망하였다. 둘째 아들 마사노부가 그 뒤를 이었다.
|  | 마쓰오카 번 번주 (도자와 가문) 1602년 ~ 1622년 | 후임 나카야마 노부요시 |

|  | 제1대 신조번 번주 1622년 ~ 1648년 | 후임 도자와 마사노부 |